# Anastassija Anatoljewna Weschtschikowa
Anastassija Anatoljewna Weschtschikowa (russisch Анастасия Анатольевна Вещикова, wiss. Transliteration Anastasija Anatol'evna Veščikova; * 28. Juli 1995 in Moskau) ist eine ehemalige russische Skispringerin.

## Werdegang
Weschtschikowa gab am 14. August 2010 ihr Debüt im Skisprung-Continental-Cup, nachdem sie im Vorjahr mehrmals gemeldet aber nicht angetreten war. Ihre ersten Continental-Cup-Punkte sammelte sie im Januar 2011 mit zwei 30. Plätzen in Braunlage. Auch bei den folgenden Springen in Ljubno erreichte sie zweimal den zweiten Durchgang und sammelte weitere Punkte. Bei den Junioren-Weltmeisterschaften 2011 in Otepää erreichte sie den 34. Platz im Einzelspringen. Im Februar des gleichen Jahres gehörte sie zum Kader bei den Nordischen Skiweltmeisterschaften 2011 in Oslo und erreichte dort von der Normalschanze den 41. Platz. Zur Saison 2011/12 erhielt Weschtschikowa einen Platz im russischen A-Nationalkader und gab am 3. Dezember 2011 ihr Debüt im Skisprung-Weltcup. Dabei blieb sie ohne Punktgewinn und startete in der Folge auch parallel weiter im Continental Cup. Bei den Olympischen Jugend-Winterspielen 2012 in Innsbruck sprang Weschtschikowa auf Rang 10 im Einzel und mit der Mannschaft auf den 13. Platz. Mit zwei erfolglosen Weltcup-Starts im Dezember 2012 in Sotschi absolvierte Weschtschikowa ihre vorerst letzten internationalen Springen.
Bei den Russischen Meisterschaften 2014 gewann sie mit dem Mixed-Team die Goldmedaille.

## Statistik

### Continental-Cup-Platzierungen
| Saison  | Sommer | Sommer | Winter | Winter | Gesamt | Gesamt |
| Saison  | Platz  | Punkte | Platz  | Punkte | Platz  | Punkte |
| ------- | ------ | ------ | ------ | ------ | ------ | ------ |
| 2010/11 | –      | –      | –      | –      | 057.   | 023    |
| 2011/12 | –      | –      | –      | –      | 038.   | 032    |